# Pilichowice
Pilichowice – wieś w Polsce położona w województwie łódzkim, w powiecie opoczyńskim, w gminie Żarnów.
Niestandaryzowanymi częściami wsi są: Gościniec, Kolonia Ruda Pilichowska, Pod Borkami, Ruda Pilichowska, Środek.
W miejscowości znajduje się posterunek odgałęźny na linii kolejowej nr 4.
Wierni kościoła rzymskokatolickiego należą do parafii żarnowskiej.
Prywatna wieś szlachecka Pilichowice, położona była w drugiej połowie XVI wieku w powiecie opoczyńskim województwa sandomierskiego. W latach 1975–1998 miejscowość administracyjnie należała do województwa piotrkowskiego.
Wierni Kościoła rzymskokatolickiego należą do parafii św. Mikołaja w Żarnowie.